# Hasta el último de ellos
Every Last One of Them es una película de suspenso y acción estadounidense de 2021 dirigida por Christian Sesma y protagonizada por Paul Sloan, Jake Weber, Taryn Manning, Mike Hatton, Michael Madsen y Richard Dreyfuss .  
El 22 de octubre de 2021 por Saban Films fue estrenado en Estados Unidos.  

## Premisa
Un exsoldado de Black Ops que busca a su hija desaparecida descubre una conspiración que involucra una red de corrupción en un pequeño pueblo de California. Su hija, una drogadicta, sufre una sobredosis por parte del hijo de los responsables de la corrupción; él se venga de todos los implicados.

## Elenco
- Richard Dreyfuss como Murphy
- Taryn Manning como Maggie
- Jake Weber como Nichols
- Mike Hatton como Bartlett
- Michael Madsen como Bill
- Paul Sloan como Jake Hunter [5] [6]
- Brian Hayes Currie como piedra
- Nick Vallelonga como Víctor
- María Cristina Brown como Kim
- Claire Kniaz como Melissa
- Viktoriya Dov como Jade

## Producción
La película se rodó en Coachella, California . 

## Liberar
La película en cines y plataformas se estrenó on demand y digitales el 22 de octubre de 2021.  

## Recepción
Leslie Felperin de The Guardian puntuo a la película con una estrella sobre cinco.  Jeffrey Anderson de Common Sense Media también otorgó a la película una estrella de cinco. 

## Reconocimientos
| Año  | Otorgar                  | Categoría              | Candidato | Resultado | Ref. |
| ---- | ------------------------ | ---------------------- | --- | --------- | ---- |
| 2022 | Premios Frambuesa Dorada | Peor actriz de reparto | Taryn Manning\| rowspan="" style="background-color:none;color:black; text-align:center; vertical-align:middle;" \| | [ 12 ]    |      |